# Cirkulární dichroismus
Cirkulární dichroismus je optická vlastnost materiálu, která souvisí s pohlcováním elektromagnetického záření (např. viditelného světla) a jeho kruhovou polarizací. Ve fyzice pevných látek se využívá metoda ke studiu magnetik založená na XMCD (anglicky X-ray Magnetic Circular Dichroism), kde je cirkulární dichroismus vyvoláván magnetickým uspořádáním a použité záření spadá do rentgenové oblasti. Zkratka XMCD se někdy používá i pro označení samotné metody.

## Souvislost s polarizací záření
V případě cirkulárního dichroismu se sleduje rozdíl v absorpci pravotočivě a levotočivě polarizovaného záření (příbuzný jev je lineární dichroismus, kde jde o záření s lineární polarizací podél dvou navzájem kolmých směrů). V rentgenové oblasti se typicky měří absorpční spektra pro obě polarizace ve spektrální oblasti specifické pro konkrétní atom v látce (např. železo nebo jiný přechodný kov) a z jejich rozdílu lze získat informaci o jeho spinovém a orbitálním magnetickém momentu. Cirkulární dichroismus ve viditelné oblasti spektra vede (v kombinaci s cirkulární birefringencí) ke stáčení roviny polarizace známé z Kerrova či Faradayova jevu.